# Thuleselskabet
Thuleselskabet (Tysk: Thule-Gesellschaft) opstod som "Studiengruppe für germanisches Altertum" (Gruppe for studiet af germansk oldtid) var en tysk okkult gruppe i München, dannet i 1918 af Rudolf von Sebottendorff. Thuleselskabet var pionerorganisation for den nazistiske bevægelse.
Selskabet var en del af den højreradikale tysk-nationalistiske, racistiske og antisemitiske bevægelse, som gik under betegnelsen "völkisch". Thuleselskabets hilsen var "Sieg und Heil" og dens symbol var et hagekors bag et sværd. Blandt medlemmerne var sportsjournalisten Karl Harrer, der stiftede Det tyske arbejderparti, som siden blev omformet af Adolf Hitler til Det Nationalsocialistiske Tyske Arbejderparti. Thuleselskabet var også forum for personer som Rudolf Hess, Alfred Rosenberg og Hans Frank, som senere blev centrale figurer i den tyske nazisme. I 1932 blev foreningen slettet af foreningsregistret, men forsøgt genoplivet derefter, dog med en mindre betydningsfuld rolle som kulturforening. Den er ikke genopstået efter 1945.